# Theodor Pekol
Theodor Pekol (* 22. Juni 1888 in Horumersiel; † 1. Mai 1958 in Oldenburg (Oldenburg)) war ein deutscher Omnibus-Hersteller und Verkehrsunternehmer.
Pekol eröffnete 1914 in Sillenstede eine Gastwirtschaft mit angeschlossenem Gemischtwarenhandel. Diese musste er jedoch aufgeben, da er zum Ersten Weltkrieg eingezogen und als Fahrlehrer eingesetzt wurde. Nach dem Krieg eröffnete er eine Omnibuslinie, für die er 1920 in Jever eine amtliche Genehmigung erhielt. Als Bus diente ein Lastkraftwagen-Fahrgestell aus Kriegsbeständen, auf das eine Karosserie mit Holzgerippe gesetzt wurde. Die Linien wurden bis nach Wilhelmshaven und Emden ausgedehnt.

## Oldenburger Vorortbahnen Pekol GmbH

### Betriebszweig Oldenburg
In Oldenburg wurde ab dem 1. November 1925 von der Bremer Vorortbahnen GmbH (BVG) ein regelmäßiger Linienverkehr betrieben. Nach der Weltwirtschaftskrise von 1929 und der Einführung einer zusätzlichen Abgabe durch den Freistaat Oldenburg zog sich die BVG jedoch zurück. 1932 bat die Stadt Oldenburg Pekol, die Linie zu übernehmen. Am 18. Januar 1933 wurden die Verträge unterzeichnet, der neue Betrieb firmierte unter Oldenburger Vorortbahnen Pekol GmbH. Pekol rationalisierte den Betrieb und ersetzte die benzingetriebenen Omnibusse durch dieselgetriebene, was ihm trotz Senkung der Fahrpreise ermöglichte, Gewinne zu erzielen. Die neuen Busse kamen von Daimler-Benz, Krupp und MAN.
1936 trat Pekol dem NSKK bei.
Auf der Suche nach weiteren Verbesserungen führte Pekol 1936 in Oldenburg Oberleitungsbusse ein. Nach eigenen Entwürfen ließ er sieben Wagen in Leichtbauweise bei Daimler-Benz bauen. Im Juli 1936 kaufte Pekol von der Stadt Oldenburg ein etwa 1,7 Hektar großes Grundstück an der Alexanderstraße, das in der Folge als Betriebshof mit Verwaltung und Werkstatt diente, hier war dann aber auch das Wohnhaus der Familie Pekol und die Konstruktion und der spätere Teilebau untergebracht. Der Oberleitungsbus Oldenburg verkehrte auf fünf Linien, die mit etwa 20 Fahrzeugen bedient wurden. Von der Zentralhaltestelle auf dem Marktplatz führte die 4,1 Kilometer lange Linie 1 ab dem 26. September 1936 nach Nadorst und die 4,2 Kilometer lange Linie 2 ab dem 24. Oktober 1936 nach Kreyenbrück. Damit war Oldenburg die erste deutsche Stadt, in der ein O-Bus-Netz aus mehreren zusammenhängenden Strecken bestand. Durch die Linie 3 wurde ab 3. Februar 1937 der Flughafen angeschlossen. Da keine dieser Linien den Bahnhof berührte, pendelte ein Wagen auf der nur 1,5 Kilometer langen Strecke der Linie B zwischen Markt und Bahnhof. Mit der Inbetriebnahme der 3,9 Kilometer langen Linie 6 vom Markt nach Eversten hatte das O-Bus-Netz eine Gesamtlänge von 18,3 Kilometern. Zum Kriegsende, am 7. Mai 1945, brannte der Betriebshof, 27 Omnibusse und ein O-Bus sowie die Werkstatt-Einrichtung und Ersatzteile wurden Opfer der Flammen. Daraufhin wurden Teile der Werkstatt aus Jever nach Oldenburg verlegt.
Nach dem Zweiten Weltkrieg wurde die Änderung der Verkehrsführung in der Innenstadt geplant. Dies hätte eine umfangreiche Neuverlegung von Oberleitungen erfordert, daher entschloss man sich zur Stilllegung. Der Betrieb auf der Linie 3 endete am 15. September 1955, im folgenden Jahr auch der Pendelverkehr zum Bahnhof. Die Linien 1, 2 und 6 blieben noch bis zum 26. Oktober 1957 bestehen.
Im Jahr 1985 wurde der Oldenburger Omnibusverkehr, der bis dahin von Pekol durchgeführt wurde, von der Verkehr und Wasser GmbH (VWG) übernommen.
Ältere Oldenburger kennen noch die charakteristische Werbeansage aus den Pekol-Bussen von früher: „Ob Bus, Bahn, Flugzeug oder Schiff - Reisebüro Pekol: ein fester Begriff“.

### Betriebszweig Jever–Wilhelmshaven
Ab 1944 betrieb die Firma Pekol auch eine O-Bus-Überlandlinie von Jever ins 18,6 Kilometer entfernte Wilhelmshaven und benutzte dort auch die Fahrleitung des städtischen Oberleitungsbusbetriebs. Noch vor dessen Stilllegung beendete Pekol am 30. September 1954 den O-Bus-Betrieb von Jever.

## Fahrzeugbau
Pekol zeichnete sich auch als Konstrukteur von Omnibussen aus. Vor allem sollte Gewicht gespart und die Fahrzeuglänge besser genutzt werden. Mit der Karosseriefabrik Traugott Golde AG in Gera entstand eine Zusammenarbeit. Diese erwarb das Patent des Schweizer Ingenieurs Arquint über das „Leichtstahlgerippe“. Ab 1938 entstanden vier Pekol-Reisebusse in Stahlleichtbauweise mit Verwendung von Daimler-Benz-Fahrgestellen und -Dieselmotoren, die im Heck anstatt vorn eingebaut wurden. Der Krieg stoppte die Entwicklung zunächst.
Nach dem Krieg wurden zunächst Busanhänger hergestellt. Einige Fahrgestelle ausgebrannter und aufgekaufter alter Busse wurden neu, auch mit Heckmotor und Frontlenker-Karosserie, aufgebaut. Ein achtfach bereifter Henschel/BBC O-Bus der Nenngröße II wurde 1947 durch Einbau eines 120-PS-Dieselmotors von Gräf & Stift zu einem Hybridbus umgebaut. 1947/1948 erprobte Pekol die Einzelradaufhängung mit Schraubenfedern an einem Kleinbus auf Basis eines alten Horch-PKWs.
Ab 1950 entstanden aus den weiterführenden Entwicklungen konkrete Projekte. Die neuen Entwicklungen vom Schnellbus P 2 mit seiner selbsttragenden Stahlleichtbau-Fahrgastzelle mit niedrigem Schwerpunkt, Einzelradaufhängung, Einzelbereifung und Höchstgeschwindigkeit von 100 km/h wurden zum Patent angemeldet. Vom Typ P 20 wurden fünf Exemplare gebaut. 1951 wurde der Typ P 30 weiterentwickelt, ein Reisebus für 22–30 Personen mit Einzelradaufhängung sowie einem hinten liegenden Daimler-Benz-Dieselmotor, der mit Getriebe und Differential einen Block bildet. 1954 wurde der Leicht-Linienbus zum Patent angemeldet, der als erster Bus eine Nutzlast hatte, die sein Eigengewicht übertraf. Der Heckmotor dieses Busses wurde von Henschel geliefert. Die Motoren waren auf Gleitschienen eingesetzt, so dass ein schneller Tausch möglich war. Dieser in selbsttragender Schalenbauweise mit Ringspanten aus Leichtmetall und genieteter Beplankung gebaute Bus hatte ringsum einzeln aufgehängte, einzeln bereifte Räder und eine für die damalige Zeit niedrige Fußbodenhöhe von nur 50 Zentimetern.
1951/1952 schloss Pekol mit der Niedersächsischen Waggonfabrik Joseph Graaff GmbH in Elze und dem Karosseriewerk Orion in Eschwege eine Lizenz-Vereinbarung. Auf der IAA 1953 in Frankfurt stellten die beiden Firmen ihre Exemplare aus: Orion WH 153 (Stadtbus), Orion WH 154 (Überlandbus) und der Graaff Ultra (Reisebus). Letzterer hatte im Gegensatz zum „Original“ P 30 eine Karosserie in Aluminium-Leichtbau-Schalenbauweise, deren Konstruktion der aus dem Flugzeugbau kommende Dr. Krossek verantwortete, und einen Henschel-Motor im Heck. Dieser Bus erreichte mit seiner guten Straßenlage bei Testfahrten auf der Autobahn eine Geschwindigkeit von über 120 km/h, die damals die meisten Pkw nicht erreichten. Der Kraftstoffverbrauch lag nur bei 13½ l/100 km.
Pekol vergab die Lizenz zum Serienbau an die Karl Kässbohrer Fahrzeugwerke in Ulm, die den Bus ab 1955 als Kässbohrer Setra SP in Serie fertigten. Eine um einen Meter längere Ausführung wurde Setra SPL genannt. Eine zweite Lizenz wurde an das Karosseriebau-Unternehmen Gebr. Ludewig in Essen vergeben, das 1955 einen kleineren Linienbus für den Einmannbetrieb in Verbundbauweise mit besonders niedrigem (ca. 370 mm) und stufenlosem Fußboden auf der IAA 1955 in Frankfurt vorstellte. Dieser als Stadt- und Überlandbus einsetzbare 8,215 m lange Ludewig H 4000 mit Kämper-Dieselmotor im Heck – heute als Niederflur-Midibus geltende – war neben den herausgestellten leichten Einstiegsverhältnissen für einen besonders günstigen Linienbetrieb vorgesehen.

## Ehrungen
- 1953 erhielt Theodor Pekol den Verdienstorden der Bundesrepublik Deutschland (Steckkreuz)

- In dem ehemaligen Betriebshof des Busbetriebes in der Alexanderstraße in Oldenburg bestand bis zum 18. Oktober 2009 ein Museum zu Ehren Pekols, in dem 16 Pekol-Busse aufbewahrt wurden. Der neue Betreiber der Anlage hat die Räumung veranlasst; der Verbleib der Busse ist unbekannt.[5][6]

- In Jever existiert ein Theodor-Pekol-Platz, in Oldenburg eine Theodor-Pekol-Straße.